# Amador (Panama)
Amador è un comune (corregimiento) della Repubblica di Panama situato nel distretto di La Chorrera, provincia di Panama. Si estende su una superficie di 131,1 km² e conta una popolazione di 2.996 abitanti (censimento 2010).